# Yankalilla Bay
Yankalilla Bay är en vik i Australien. Den ligger i delstaten South Australia, omkring 66 kilometer sydväst om delstatshuvudstaden Adelaide.
Trakten runt Yankalilla Bay består till största delen av jordbruksmark. Runt Yankalilla Bay är det mycket glesbefolkat, med 4 invånare per kvadratkilometer. Genomsnittlig årsnederbörd är 863 millimeter. Den regnigaste månaden är juni, med i genomsnitt 172 mm nederbörd, och den torraste är januari, med 24 mm nederbörd.